# Nieuwe watertoren (Zandvoort)
De Nieuwe watertoren is een watertoren in de Nederlandse badplaats Zandvoort en staat aan de Thorbeckestraat. De toren is tussen 1949 en 1951 gebouwd, in opdracht van de toenmalige burgemeester van Zandvoort, Mr. H.M. van Fenema (1948-1966), en de gemeenteraad. De watertoren is ontworpen door architect J. Zietsma. Deze toren heeft een hoogte van 48 meter en heeft twee waterreservoirs van 425 en 525 m³.
In mei 2001 heeft er een hevige brand gewoed in de toren, vermoedelijk ontstaan in het restaurant dat zich boven in de toren bevond. Het restaurant is sindsdien gesloten. In 2006 is de toren gekocht door een dochter van ING en een BV van de heer De Graaf die reeds voor zijn verzekeringsbedrijf een ruimte onder in de toren huurde. Zij waren voornemens een restaurant te openen in de toren.
De radiozender ZFM had vroeger haar studio gehuisvest in de kelder van de watertoren. Sinds september 1999 is deze studio eerst gevestigd aan het Gasthuisplein, daarna aan de Tolweg.

## Gemeentelijk monument
Gemeente Zandvoort droeg het eigendom van de watertoren na de oorlog over aan het Waterleidingbedrijf Zuid-Kennemerland. In 1997 fuseert het met het Provinciaal Waterleidingbedrijf Noord-Holland (PWN). Sindsdien is de actieve rol van de watertoren in de drinkwatervoorziening gestopt. In 1999 kreeg de toren de status van gemeentelijk monument. Het restaurant is na een hevige brand in 2001 gesloten. Vanaf 2006 is de watertoren eigendom van een consortium bedrijven Watertoren Zandvoort CV. Bij de verkoop is in een raadsbesluit vastgelegd dat de toren niet gesloopt mag worden. Het belangrijkste bewijs van de oorspronkelijke functie, het in gietijzer uitgevoerde waterleidingsysteem en de pompinstallatie, is nog geheel intact.

## Herbestemming
De toekomst van de watertoren houdt de gemoederen bezig. Gemeente en eigenaren verschillen van inzicht hoe de watertoren en het omliggende gebied herontwikkeld kunnen worden. Een extern bureau presenteerde eind 2011 de mogelijkheden voor behoud en herbestemming. Historisch Genootschap Zandvoort, actiegroep Red de watertoren, Stichting bescherming erfgoed Zuid-Kennemerland en twee raadsfracties pleiten begin 2012 allemaal voor behoud. Anderen zien geen mogelijkheden voor een rendabele herbestemming.
Tot op heden maken veel inwoners van Zandvoort zich druk om de toekomst van de watertoren. Deuren en ramen staan te klapperen in de wind en de gevel staat op instorten. In 2014 heeft wethouder Cohen op eigen initiatief een architect ingeschakeld om een nieuw plan te maken. Tot zijn gedwongen vertrek in oktober 2014 is het plan ontwikkeld om de toren te renoveren en appartementen erin te maken. Hiernaast zouden er rond de toren enkele villa`s gebouwd worden in dezelfde stijl als de bij de toren horende Villa Maris. De gemeente streeft naar een integrale ontwikkeling met het naastgelegen Watertorenplein. Drie architectenbureaus hebben een ontwerp gemaakt voor zowel toren als plein, in 2016 zou een keuze worden gemaakt welk bureau het plan zou mogen uitwerken. In mei 2024 is begonnen met een verbouwing tot een woontoren met 11 appartementen. 